# Bolborhynchus lineola
Il parrocchetto barrato (Bolborhynchus lineola Cassin, 1853) è un uccello della famiglia degli Psittacidi.

## Descrizione
Pappagallino dalla forma selvatica ma dalla coda a punta e corta; ha taglia attorno ai 16 cm e si presenta con effetto «barratura», più evidente nelle parti inferiori, dovuto alla bordatura nera di penne e piume. Presenta un evidente segno scuro sulla spalla. Iride marrone, becco e zampe grigio rosate. È classificato in due sottospecie:
- B. l. lineola, sottospecie nominale, con fronte e corona verde sfumata in azzurrino;
- B. l. tigrinus, con barratura più intensa, colori generali più scuri, nero sulla spalla molto marcato e colorazione del capo priva di sfumature azzurre.

## Distribuzione e habitat
È piuttosto comune in tre aree di distribuzione: la prima popolazione vive sulle montagne di Messico meridionale, Guatemala, Honduras, Nicaragua, Costa Rica e Panama; la seconda vive sulle pendici andine occidentali colombiane, venezuelane, ecuadoregne; la terza è localizzata nel Perù centrale. In cattività è molto allevato e si riproduce facilmente; sono state create dall'uomo mutazioni a base gialla e a base blu.

## Biologia
Si adatta ad ambienti diversi: foreste pluviali di montagna, foreste aperte e savana subtropicale. È stato osservato sia in piccoli gruppi familiari sia in stormi anche di oltre 100 individui. Si colloca tra i 900 e i 2900 metri; si muove silenziosamente ed è piuttosto schivo. Nidifica nei cavi degli alberi, normalmente in dicembre, costruendo una comoda e imbottita camera di cova, tappezzata con materiali vari trasportati tra le penne (come alcuni Agapornis). Depone 4-7 uova che sono incubate per 22 giorni.